# 首経貿駅
首経貿駅（しゅけいぼうえき）は中華人民共和国北京市豊台区に位置する北京地下鉄10号線及びの房山線の駅である。

## 駅構造
両線とも島式ホーム1面2線を有する地下駅。

## 駅周辺
- 首都経済貿易大学[2]

## 歴史
- 2012年12月30日 - 開業。
- 2020年12月31日 - 房山線開業。

## 隣の駅
北京地下鉄
■10号線
紀家廟駅 - 首経貿駅 - 豊台駅
■房山線
東管頭南駅 - 首経貿駅 - 花郷東橋駅
座標: 北緯39度50分36秒 東経116度18分43秒 / 北緯39.8433度 東経116.312度